# 2002 au Yukon
Chronologie du Yukon
- 1998
- 1999
- 2000
- 2001
- 2002
- 2003
- 2004
- 2005
- 2006

Cette page concerne des événements d'actualité qui se sont produits durant l'année 2002 dans le territoire canadien du Yukon.

## Politique

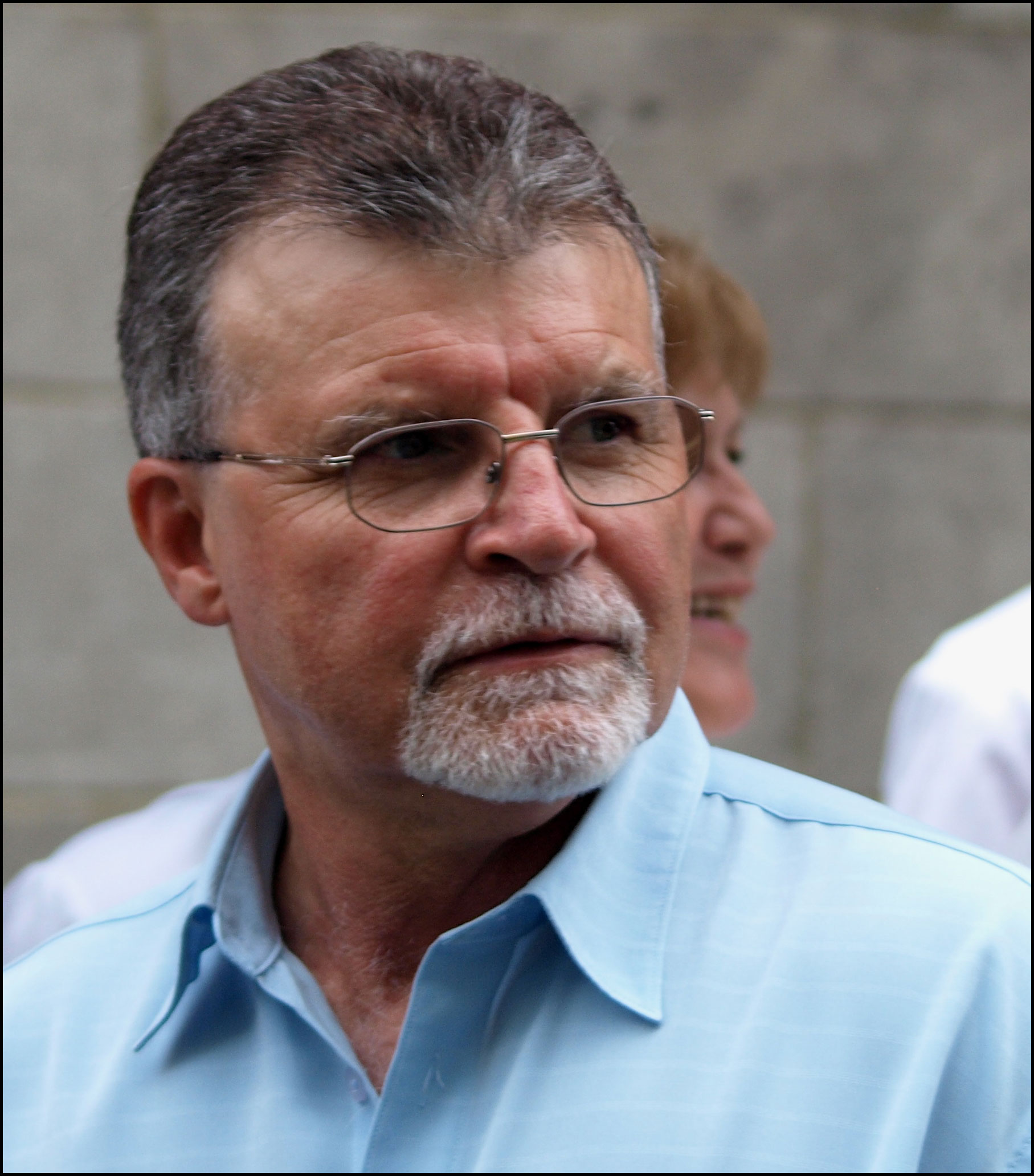
Dennis Fentie

- Premier ministre : Dennis Fentie (Parti du Yukon) (élu le 4 novembre face au sortant Pat Duncan (Parti libéral)) (à partir du 30 novembre)
- Chef de l'Opposition officielle : Eric Fairclough puis Todd Hardy (NPD)
- Commissaire : Jack Cable (en)
- Législature : 30e puis 31e

## Événements
- Fondation du Comité Canada-France, désormais appelé Espace France-Yukon[1].
- Mai : 
  - Le député territoriale du Lac Watson Dennis Fentie quitte son parti, le NPD, pour se joindre au Parti du Yukon. Il sera plus tard, en devenant le chef du parti.
  - Les députés Wayne Jim (en) de McIntyre-Takhini, Mike McLarnon (en) de Whitehorse-Centre et Don Roberts (en) de Porter Creek Nord quittent le Parti libéral qui sont protestés contre la direction de Pat Duncan, ce qui réduit efficacement un gouvernement minoritaire.
- 4 novembre : Le Parti du Yukon de Dennis Fentie remporte l'élection générale avec 12 sièges et formera un gouvernement majoritaire. Le NPD de Todd Hardy remporte 5 sièges qui devra forme de nouveau l'Opposition officielle et le Parti libéral de Pat Duncan subissent une défaite qu'elle obtient seulement son siège, Porter Creek Sud et elle annonce qu'elle démissionne pas ses fonctions du chef du parti. Autres les députés libéraux sortants qui sont défaits, même les deux députés Indépendants sortants  Wayne Jim (en) et Mike McLarnon (en) ont perdu leur circonscriptions.

## Décès
- 27 juillet : Stuart McCall (en), député territoriale de Pelly-River (1974-1978) (º 1942)
- 18 octobre : John Ferry, chimiste et biochimiste (º 4 mai 1912)